# بطرس خوند
بطرس خوند، من مواليد 1940، كان عضوا في المكتب السياسي لحزب الكتائب اللبناني وأحد المؤسسين للمجلس العسكري وذلك في العام 1975. خُطف من أمام منزله في قرية (حرش تابت) في 15 سبتمبر 1992.

## لمحة عامة
بدأ بطرس خوند حياته السياسية في حزب الكتائب في عام 1956. وتقلد عدة مناصب رئيسية داخل الحزب الذي كان واحدا من مؤسسيه. في عام 1976، أصبح واحدا من المقربين من الرئيس اللبناني المنتخب بشير الجميل. في عام 1982، انتخب الخوند لرئاسة المجلس العسكري والمكتب السياسي للحزب الكتائب، وظل في مناصبه حتى اختطافه في 15 سبتمبر 1992. وكان معروفا بعلاقاته القوية مع جميع القادة اللبنانيين خاصة مع الرئيس أمين الجميل فضلا عن رئيس حزب القوات اللبنانية الدكتور سمير جعجع.

## الخطف
في 15 سبتمبر 1992، في الساعة 9:10 صباحا، وكان الخوند متوجها إلى مقر حزب الكتائب في بيروت بسيارته، تم اعتراضه من قبل سيارتين على بعد 1 كم من منزله. وكان عدد المهاجمين ثمانية وعشرة مسلحين. فأخرجوه من سيارته وأجبروه على الصعود معهم ونقلوه إلى جهة مجهولة. وقد وجّه حزب الكتائب اللبنانية الإتهام إلى القوات السورية التي كانت متواجدة في لبنان آنذاك.

## الإعتقال
يعتقد حزب الكتائب أن بطرس خوند لا يزال على قيد الحياة في أحد السجون السورية التي تسيطر عليها المخابرات السورية.